# Mosbjerg
Mosbjerg er en landsby i Vendsyssel med 232 indbyggere  (2024), beliggende i Mosbjerg Sogn. Landsbyen hører til Hjørring Kommune og ligger i Region Nordjylland.
Mosbjerg er lokalcenter for kommunens nordøstlige del, og har bl.a. kirke (se Mosbjerg Kirke), ældrecenter, brugsforening og landsbyordning med skole, skolefritidsordning og børnehave.
Nord for Mosbjerg ligger herrregården Eskær. Desuden ligger frilandsmuseet Landskabs- og Landbrugsmuseet tæt ved.